# Анте Готовина
Анте Готовина (на хърватски: Ante Gotovina) е хърватски генерал, ръководил Операция Буря през 1995 година.
През 2011 г. е осъден от Международния наказателен трибунал за бивша Югославия на 24 години затвор за военни престъпления и престъпления срещу човечеството, но през следващата година е оправдан на втора инстанция.

## Биография
Анте Готовина е роден на 12 октомври 1955 г. в село Ткон, намиращо се на остров Пашман, община Задар, Хърватия – тогава част от Социалистическа Югославия.
В началото на 1970-те години, ненавършил 18-годишна възраст, Анте Готовина напуска страната и се записва във френския Чуждестранен легион, където достига до чин младши сержант. През 1979 г. се уволнява и става френски гражданин. По-късно е нает от частна охранителна фирма и тренира паравоенни групи в Аржентина и Гватемала. Според публикации в пресата той е бил замесен в грабежи и изнудване през 1980-те години, френски съд го бил осъдил през 1986 г. на 5 години затвор по обвинение за кражба на 2 млн. фр. франка от бизнесмена Анри Саломон. Други публикации обаче оспорват истинността на тези твърдения.
През юни 1991 г., след близо 20-годишна емиграция, Готовина се връща в родината си. Там е назначен за командир на 1-ва бригада на Корпуса на националната гвардия (Zbor Narodne Garde). От февруари до април 1992 г. е заместник-командир на специалната част към Генералния щаб на Хърватската армия (ХА), а от април до октомври същата година е назначен в Хърватския съвет за отбрана (ХСО).
На 9 октомври 1992 г. Анте Готовина, вече с чин генерал-майор, е назначен за командващ Оперативна зона Сплит на ХА, която през 1993 г. е преименувана на Сплитски военен окръг, и остава на този пост до март 1996 г. На 30 май 1994 г. е повишен в чин генерал-лейтенант, а в началото на август 1995 г. – в чин генерал-полковник.
На 4 август 1995 г. ХА предприема офанзива, известна като операция Буря, с цел възстановяване контрола върху областта Краина, която спада към хърватските територии отпреди 1991 г. Анте Готовина е главен оперативен командващ на хърватските сили, включени в южното крило на фронта. На 7 август 1995 г. хърватското правителство обявява, че операция Буря е завършила успешно. Допълнителни действия обаче се провеждат до към средата на ноември 1995 г. Още в началото на август 1995 г. Анте Готовина премества щаба си в Книн, главния град на областта Крайна, включена в Сплитския военен окръг.
На 12 март 1996 г. хърватският президент Франьо Туджман назначава Анте Готовина за главен инспектор в Инспектората на ХА. На 29 септември 2000 г. новият хърватски президент Стипе Месич пенсионира Анте Готовина.
В началото на юли 2001 г. Международният трибунал повдига обвинения срещу Анте Готовина и той преминава в нелегалност. Издирват го хърватската полиция и Интерпол. В средата на 2003 г. журналистът Иво Пуканич от хърватския вестник Национал се среща с Анте Готовина, след 7-месечна подготовка, и провежда интервю с него. В него Анте Готовина твърди, че е невинен, не е беглец и желае да разговаря със следователите на трибунала. В това интервю Анте Готовина казва, че признава легитимността на трибунала в Хага, въпреки че преди това, непосредствено след пенсионирането си, в писмо заедно с още няколко пенсионирани хърватски генерали твърди, че хърватската Отечествена война се криминализира чрез действията на Международния трибунал в Хага.
През септември 2004 г. жена му Дуня Злоич-Готовина – първата жена полковник в ХА, е върната на работа в хърватското Министерство на отбраната, след като 7 години е с неустановен статус.
На 17 март 2005 г. Европейският съюз отлага началото на преговорите за присъединяване на Хърватия заради неизпълненото от хърватските власти обещание да предадат Анте Готовина на Международния трибунал. Готовина е арестуван на 7 декември 2005 г. на о-в Тенерифе, където е живял под фалшива самоличност.

## Съдебен процес срещу Анте Готовина

### Обвинения
Според обвинителния акт, Анте Готовина носи индивидуална криминална отговорност за престъпления, които е извършил чрез индивидуални действия или като е действал съвместно с други лица (преследвания, убийства, разграбване на имущество, безогледно разрушаване на градове и села, депортация и насилствено изселване, други нехуманни действия). Анте Готовина е обвинен също и за участие в организирани престъпни действия по време на Операция Буря, заедно с Иван Чермак, Младен Маркач и президента Франьо Туджман, целите на които са били насилствено и трайно да премахнат сръбското население от областта Краина.
По време на Операция Буря и след това хърватските сили, командвани от Анте Готовина, атакуват и установяват контрол върху градове и села в южната част на Краина. Анте Готовина е бил задължен да осигури обществения ред и безопасността на гражданите, но той не изпълнява това свое задължение.
Тъй като е бил на този пост, Анте Готовина носи отговорност за криминалните действия на подчинените си в случай, че е знаел или е логично да е знаел, че подчинените му ще извършат или са извършили такива действия, а като командващ – въпреки че е имал властта, не е взел разумни мерки за предотвратяване на такива действия или да накаже подчинените си.
През цялото време, за което се отнася този обвинителен акт, областта Краина е била в състояние на въоръжен конфликт. През цялото това време Анте Готовина е бил длъжен да спазва законите и обичаите на войната, включително общия чл. 3 от Женевската конвенция от 1949 г. Действията или бездействието, в които е обвинен Анте Готовина, представляват престъпления против човечеството и са наказуеми по чл. 5 от Устава на Международния трибунал в Хага.
Беглец, издирван за военни престъпления, Анте Готовина е герой в родината си, където смятат, че на практика ръководената от него Операция Буря довежда до успешен край хърватската отечествена война за независимост от бивша Югославия.
По света обаче той е представян като злодей, а Европейският съюз дори поставя като основно условие за започване на преговори с Хърватия предаването на Анте Готовина на Международния трибунал в Хага.
Американското правителство обещава награда от 5 млн. дол. за залавянето на Анте Готовина.

### Краят на съдебния процес
На 16 ноември 2012 г. Международния трибунал за военните престъпления в бивша Югославия оправдава двамата хърватски генерали Анте Готовина и Младен Маркач. В решението на втората и последна инстанция се казва, че присъдата на генерал Готовина е била произнесена след редица пропуски и грешки на прокуратурата. От внесените доказателства не може да се заключи, че именно Готовина е извършил престъпленията, в които го обвиняват, заявява председателят на трибунала Теодор Мерон. Четенето на окончателната присъда е предавано от хърватските телевизии на огромни екрани в Загреб и цялата страна. Когато съдът в Хага обявява решението, по улиците на всички хърватски градове избухва неописуем възторг, а хиляди хора плачат и се прегръщат.
На 16 ноември вечерта на централния площад в хърватската столица Загреб генералите са приветствани от над 100 000 свои сънародници, които празнуват тяхното освобождаване до късно през нощта.